# Eternal Word Television Network
EWTN (Eternal Word Television Network) is een katholieke Amerikaanse radio- en televisiezender. Deze zender is wereldwijd te ontvangen via satelliet (Sirius), kortegolfradio en het internet.
EWTN werd in 1981 opgericht onder impuls van Moeder Angelica (1923-2016), een zuster van de clarissen.

## Programma's
- Mother Angelica Live
- Daily Mass
- Life on the Rock with Fr. Francis Mary, MFVA
- EWTN Live with Fr. Mitch Pacwa SJ
- The Journey Home with Marcus Grodi
- The World Over with Raymond Arroyo - News
- Web Of Faith - Father John Trigilio & Father Robert Levis
- G K Chesterton an Apostle of Common Sense - Dale Aquest
- Household Of Faith Now We're Catholic - Kristin Franklin & Rosalind Moss
- Abundant Life - Catholic Answers
- Rosary - Mother Angelica & The Nuns
- Benediction - From Hanceville
- Does The Church Still Teach This? - Father Shannon Collins FME
- Sunday Night Live - Father Benedict Groeshel
- Threshold Of Hope - Father Mitch Pacwa SJ